# (16589) Hastrup
(16589) Hastrup (1992 SL1) – planetoida z pasa głównego asteroid okrążająca Słońce w ciągu 2,69 lat w średniej odległości 1,93 j.a. Odkryta 24 września 1992 roku.